# Katarzyna II Wielka

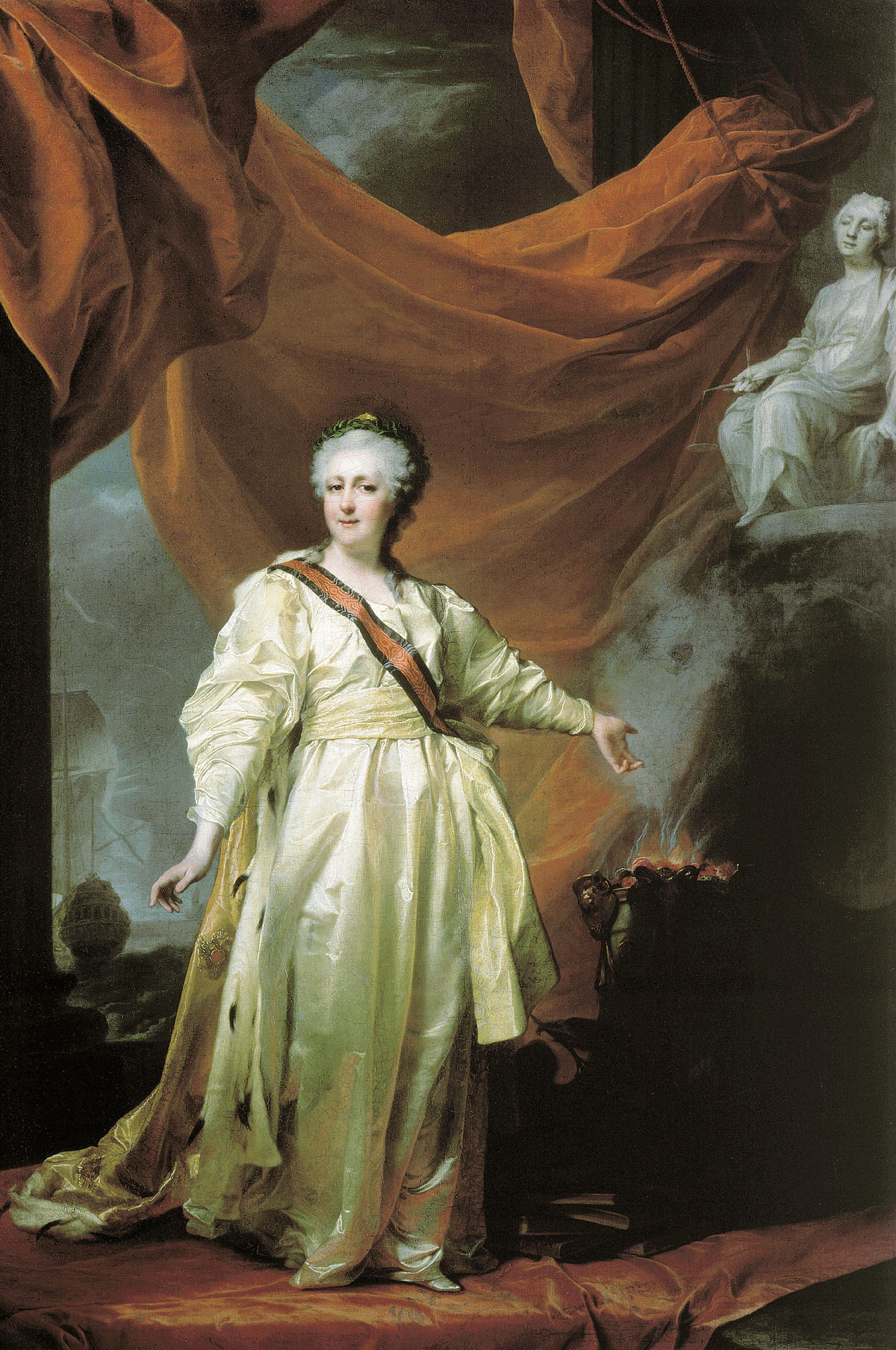
Katarzyna II prawodawczyni

Katarzyna II Aleksiejewna Wielka, ros. Екатерина II Алексеевна; urodzona jako Zofia Fryderyka Augusta, niem. Sophie Friederike Auguste von Anhalt-Zerbst (ur. 2 maja 1729 w Szczecinie, zm. 6 listopada?/17 listopada 1796 w Petersburgu) – księżniczka anhalcka, żona wielkiego księcia, później cesarza rosyjskiego Piotra III, po zamachu stanu samodzielna Cesarzowa Wszechrusi panująca w Imperium Rosyjskim w latach 1762–1796. W stosunkach z zagranicą, jak i wewnątrz kraju, kontynuowała politykę i reformy wprowadzone przez Piotra Wielkiego. Rządząc twardą ręką, polegała na swoich doradcach i faworytach takich jak Grigorij Potiomkin czy Grigorij Orłow. W polityce wewnętrznej Nakaz Katarzyny II z 1767 roku definiujący zasady polityki i system prawny zapoczątkował okres absolutyzmu oświeconego w Rosji. Za panowania autokratki wprowadzono reformę podziału administracyjnego Rosji. Doprowadziła do sekularyzacji dóbr duchownych, uwłaszczenia chłopów cerkiewnych i zmniejszenia ich obowiązków względem cerkwi (1764). Wydała Manifest o wolności gospodarczej (1775) oraz Gramotę o prawach i wygodach miejskich (1785), oficjalnie ustanawiając stan mieszczański i samorząd miejski. Gramota o prawach, wolności i przywilejach szlacheckich (1785) doprowadziła do wzmocnienia pozycji szlachty i jednocześnie pogorszenia sytuacji chłopów z majątków szlacheckich, którzy byli pozbawieni większości praw i stali się obiektem handlu. Po powstaniu chłopskim Jemieljana Pugaczowa wprowadziła politykę represji wobec każdego przejawu niezadowolenia. Uczestniczyła w rozbiorach Polski. Zreformowała oświatę i utworzyła pierwszą w Rosji szkołę dla dziewcząt (1764). Zaliczana jest do najwybitniejszych władców Rosji.

## Życiorys

### Młodość
Urodziła się 21 kwietnia 1729 roku w Szczecinie jako córka księcia Christiana Augusta von Anhalt-Zerbst z dynastii askańskiej i Joanny Elżbiety z dynastii holsztyńskiej. Na chrzcie, który odbył się 23 kwietnia otrzymała imiona Zofia  Augusta Fryderyka. W 1745 roku w Petersburgu przeszła na prawosławie, zmieniła imię na Katarzyna i poślubiła księcia holsztyńskiego Piotra Ulryka, późniejszego cesarza rosyjskiego Piotra III.
W czerwcu 1755 roku ambasador brytyjski w Petersburgu, Charles Hanbury Williams, przedstawił jej swojego osobistego sekretarza, 23-letniego Stanisława Poniatowskiego, późniejszego króla Polski, z którym w grudniu tego samego roku nawiązała niebezpieczny romans. Plotkowano, że owocem tego romansu miała być córka Katarzyny Anna Piotrowna. Po półrocznych rządach Piotra III, ona i jej zwolennicy (wojsko zbuntowane przeciw cesarzowi ze względu na wcielanie przez niego do armii rosyjskiej wzorów z armii pruskiej), dokonali zamachu stanu. Piotr III został zamordowany, a Katarzyna 9 lipca 1762 roku objęła władzę w Rosji.

### Władca Imperium Rosyjskiego
Katarzyna II potwierdziła sojusz z Królestwem Prus, co było swoistą kontynuacją zapoczątkowanej przez Piotra I polityki „systemu północnego”. Dodatkowo potwierdziła dekret Piotra I o uprawnieniach dla szlachty, czym zyskała sobie jej uznanie. W ciągu swego długiego panowania uczyniła bardzo wiele, zarówno w dziedzinie stosunków zagranicznych, jak i wewnętrznych, dla wzmocnienia potęgi państwa, władzy centralnej i absolutyzmu panującego. W okresie jej rządów doszło do polepszenia się sytuacji chłopów cerkiewnych, mieszczan i szlachty rosyjskiej, terytorium Rosji znacznie się powiększyło, a ludność z 20 wzrosła do około 35 milionów. W 1785 roku imperatorka wydała dwie Gramoty szlacheckie, ustanawiające prawa i przywileje dla szlachty. W tym samym roku wydała również Gramotę miejską, oficjalnie ustanawiając stan mieszczański i kupiecki z własnym samorządem miejskim. Z inicjatywy carycy doszło do rozwoju polityki socjalnej, czemu miało służyć powołanie Prikazu Dobra Publicznego (1775). Nastąpił rozwój systemu szkolnictwa, fundowano wiele szkół, w tym Instytut Smolny, stanowiący pierwszą w historii Rosji szkołę dla dziewcząt. Wprowadziła w Rosji uprawę ziemniaków; była także autorką planu osadzenia kolonistów niemieckich na górnym Powołżu, gdzie zapewniono im ulgi podatkowe, wolność wyznania i opiekę prawną. W Noworosji zniesiono w ogóle pańszczyznę, wprowadzono ulgi podatkowe i wolność wyznania.
W latach 1762–1767 przeprowadzono w Rosji sekularyzację dóbr duchownych. Cerkwie i klasztory przeszły na utrzymanie skarbu państwowego, który przejął posiadane przez nie majątki ziemskie, obejmujące około 900 tysięcy poddanych. Grunty użytkowane bezpośrednio przez chłopów zostały przekazane im na własność, a obowiązki pańszczyźniane pomniejszone. Jednocześnie nastąpiło pogorszenie się sytuacji chłopów z majątków szlacheckich, którzy zostali pozbawieni większości swych praw i zrównani z niewolnikami.

### Ingerencje w sprawy polskie
Katarzyna II była bardzo aktywna w sprawach polskich. Po śmierci w 1763 r. króla polskiego Augusta III jego następcą przy poparciu wojsk rosyjskich został stolnik wielki litewski Stanisław August Poniatowski, były faworyt Katarzyny II. Jego koronacja odbyła się 25 listopada 1764 r., w dniu imienin protektorki. Częściowo z jej inspiracji w 1767 r. zawiązała się w Radomiu Konfederacja Generalna przeciwko królowi i reformom Familii, jak nazywano stronnictwo Czartoryskich i Poniatowskich. Gdy potem sejm konfederacyjny 1767-1768 uchwalił tzw. prawa kardynalne, poseł rosyjski Nikołaj Wasiljewicz Repnin sprawił, że gwarantem tych praw zostało Imperium Rosyjskie.
Na tzw. Sejmie Repninowskim, prócz utrzymania dotychczasowych praw szlacheckich, zgłoszone zostały też m.in. postulaty równouprawnienia innowierców. Głównie przeciwko tym zamiarom konserwatywna szlachta zorganizowała w lutym 1768 konfederację barską, która wszczęła wojnę domową przeciwko królowi i przeciwko Rosji w obronie starej wolności szlacheckiej i niepodległości Rzeczypospolitej Polskiej. Gdy wojska rosyjskie spacyfikowały konfederatów w Barze, przenieśli oni działania wojenne na Ukrainę, licząc na włączenie się do wojny Imperium Osmańskiego. Wybuchło tam wtedy powstanie pańszczyźnianego chłopstwa ukraińskiego przeciwko Polakom. Katarzyna II odegrała w nim dwuznaczną rolę. Najpierw po cichu je poparła, a następnie pomogła wojskom koronnym w jego stłumieniu.
Faktycznie rosyjskie walki z konfederatami barskimi wykorzystało Imperium Osmańskie i 25 września 1768 r. wypowiedziało wojnę Rosji. Katarzyna II zaproponowała wówczas Stanisławowi Poniatowskiemu przystąpienie Rzeczypospolitej do wojny z Imperium Osmańskim i gotowa była oddać pod jego naczelne dowództwo również wojska rosyjskie. Obie propozycje król Polski odrzucił. Wojna rosyjsko-turecka rozwijała się niepomyślnie dla Imperium Osmańskiego, między innymi rosyjska flota bałtycka, po opłynięciu Europy – tak zwany rejs Orłowa (od nazwiska dowódcy floty – Aleksieja Orłowa), w bitwie w Zatoce Czesmeńskiej w 1770 zniszczyła osmańską marynarkę wojenną. Wojna trwała do 1774 i zakończyła się korzystnie dla Rosji, która powiększyła swe terytorium w rejonie Krymu, uzyskała szerszy dostęp do Morza Czarnego, prawo korzystania z przejazdu swych statków i okrętów wojennych przez Bosfor i Dardanele, nastąpiło uniezależnienie Chanatu Krymskiego od Osmanów itp.
Z kolei zaangażowanie Rosji w wojnie z Osmanami postanowił wykorzystać król Prus Fryderyk II Wielki dla zajęcia Prus Królewskich, oddzielających Brandenburgię od Prus Książęcych. Zaproponował więc rozbiór Rzeczypospolitej Polskiej pomiędzy Prusy, Rosję i Austrię. Po dłuższym wahaniu Katarzyna II, która była raczej zainteresowana w utrzymaniu w całości Rzeczypospolitej Polskiej, jako swego protektoratu, uległa namowom i zgodziła się na rozbiór Polski. Decyzja o rozbiorze Polski zapadła w Petersburgu w połowie 1771 roku, jednak ambasador rosyjski Kaspar von Saldern miał polecone trzymanie Polaków w nieświadomości.
Podpisanie traktatów rozbiorowych nastąpiło w Petersburgu 5 sierpnia 1772 r. Rosja zajęła tereny wokół Połocka, Witebska, Mohylewa i Orszy, utrzymując nadal swój protektorat nad resztą Rzeczypospolitej Polskiej.

### Powstania w Rosji
Jeszcze w czasie trwania wojny rosyjsko-tureckiej o Krym, w styczniu 1773 r., na Powołżu w Rosji wybuchło wielkie powstanie chłopskie. Jego przywódca, zbieg z armii rosyjskiej, Jemielian Iwanowicz Pugaczow, podawał się za imperatora Piotra III, niby cudem ocalonego z zamachu na jego życie. Mistyfikacja ta miała na celu zyskanie przychylności ludności chłopskiej, która z władzą carską wiązała nadzieję na poprawę swego bytu. Faktycznie powstanie poparte zostało z entuzjazmem przez ludność wiejską całego Powołża, a także przez robotników manufaktur i hut na Uralu, żyjących też w wielkiej nędzy. Tysięczne oddziały Pugaczowa odbyły daleki rajd wzdłuż rzek Uralu, Kamy i Wołgi, zdobywając liczne miasta i siejąc popłoch wśród szlachty i ziemiaństwa. Powstanie trwało prawie 3 lata i stłumione zostało dopiero przez oddziały wojskowe Suworowa, już po zakończeniu wojny z Turcją. Przywódca rebelii Pugaczow został stracony publicznie w styczniu 1775 roku w Moskwie na placu Bołotnym.
Powstanie wykazało słabość i nieudolność władz terenowych, więc Katarzyna II dokonała gruntownej reformy struktur administracyjnych Rosji. Imperium podzielono na 50 guberni po 300-400 tysięcy mieszkańców każda, a te na powiaty po 20–30 tys. ludzi, określone też zostały ściśle kompetencje organów i urzędów zarządzających, sądowych i skarbowych. Utwierdzono prawa i zwiększono zakres samorządności szlachty, wprowadzono różne przywileje dla miast, których celem była stymulacja rozwoju kapitału handlowego i manufaktur. Oczywiście decyzje zasadnicze, wojsko i polityka zagraniczna zachowane zostały nadal w gestii władzy centralnej, to jest absolutnej Imperator Wszechrusi.
W 1785 r. Katarzyna II wydała generalny przywilej dla szlachty rosyjskiej, który sankcjonował władzę panów nad chłopami i umacniał wyjątkową pozycję „szlachetnych” w państwie rosyjskim.

### W Europie i Azji

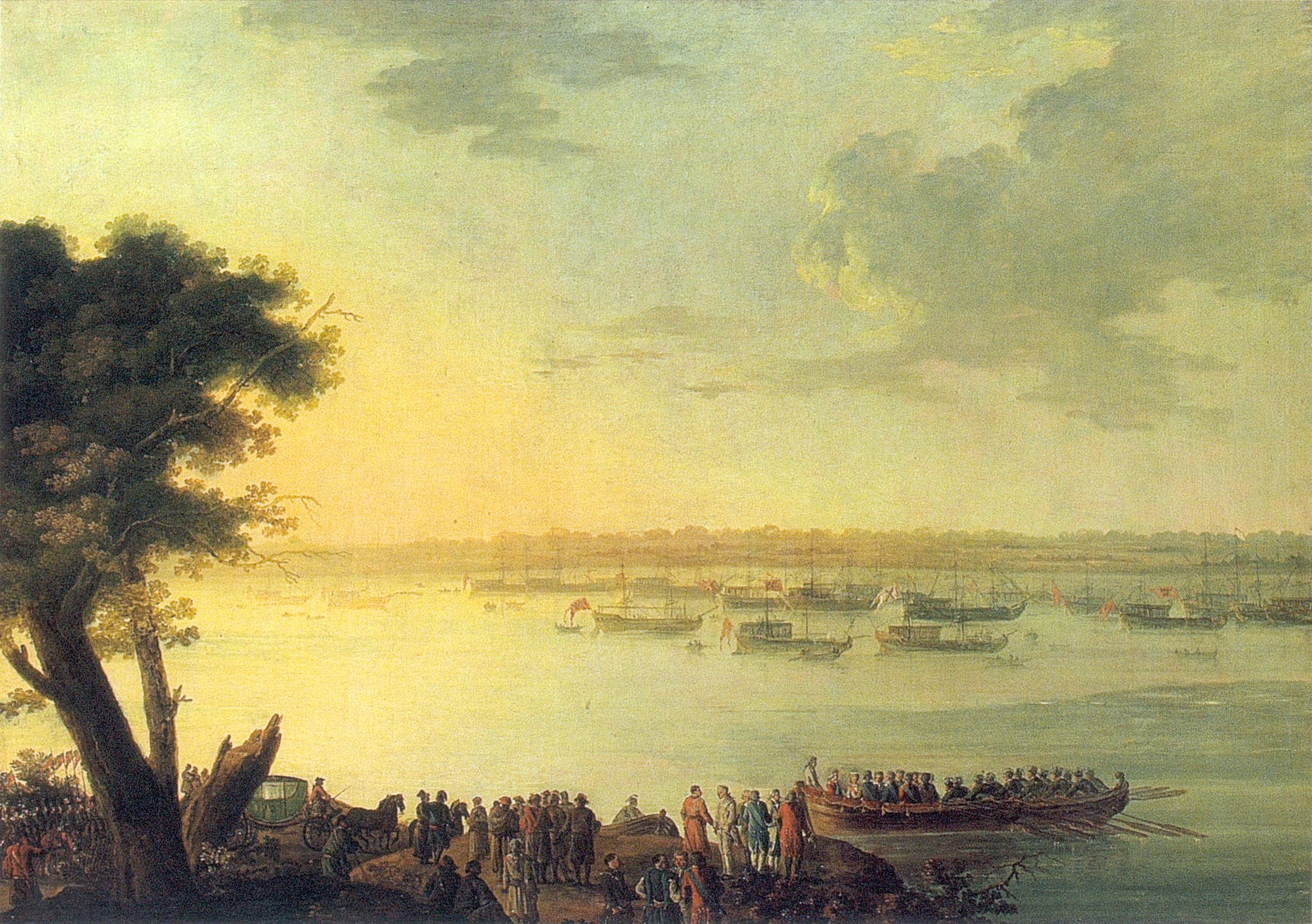
Odjazd Katarzyny II z Kaniowa w 1787 roku, Jan Bogumił Plersch

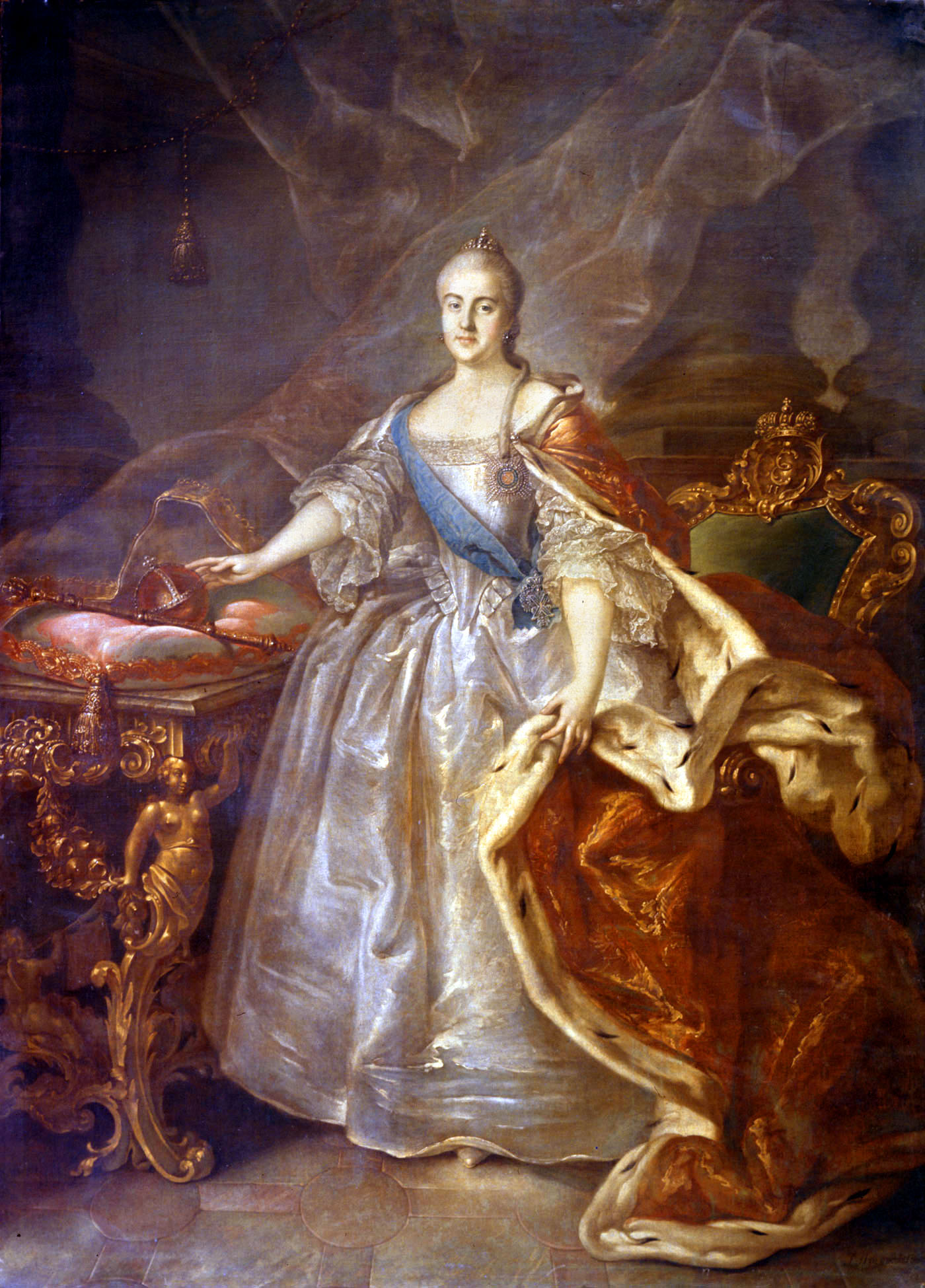
Katarzyna Wielka

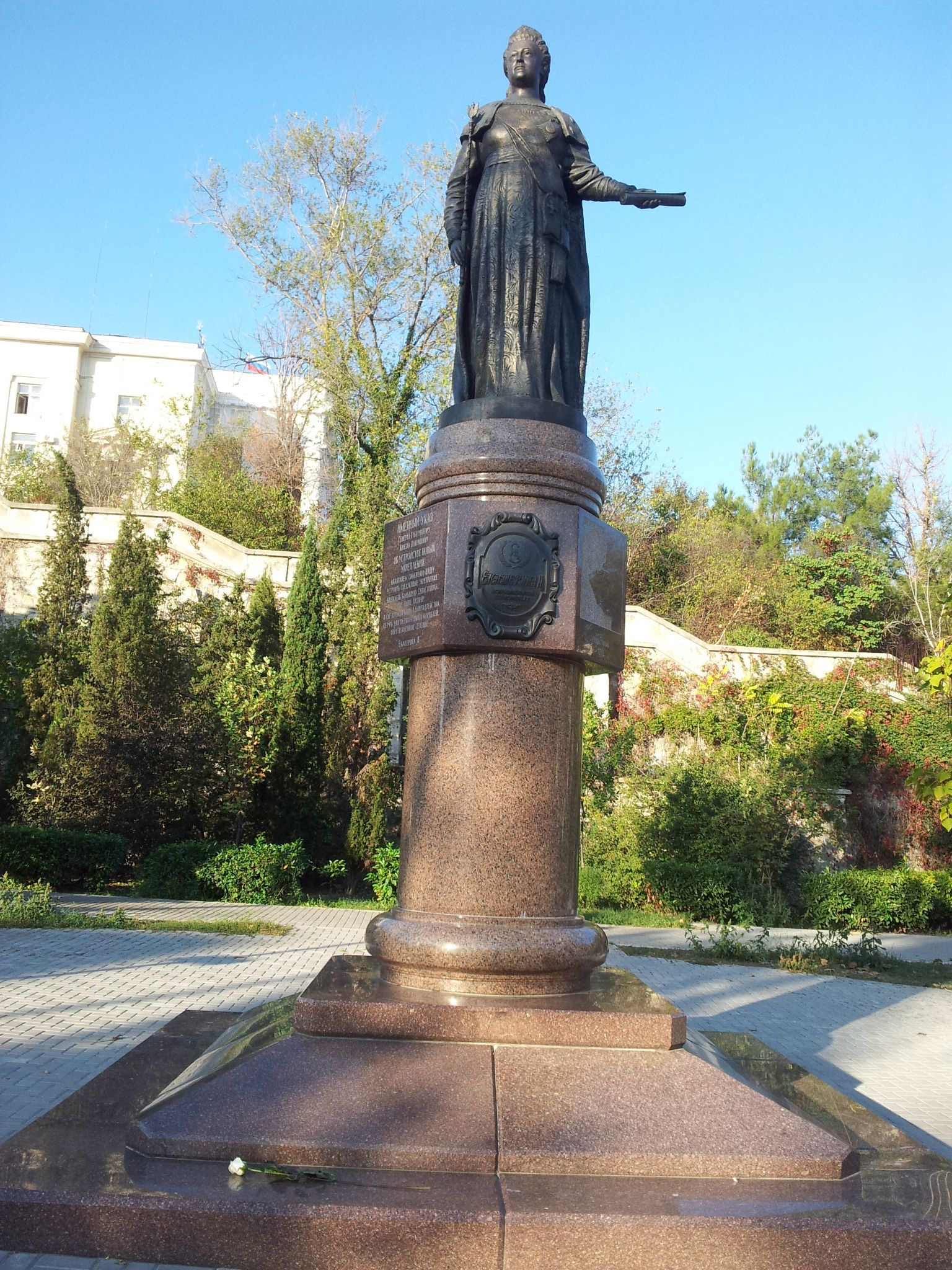
Imperator Wszechrusi Katarzyna II, pomnik w Sewastopolu na Krymie

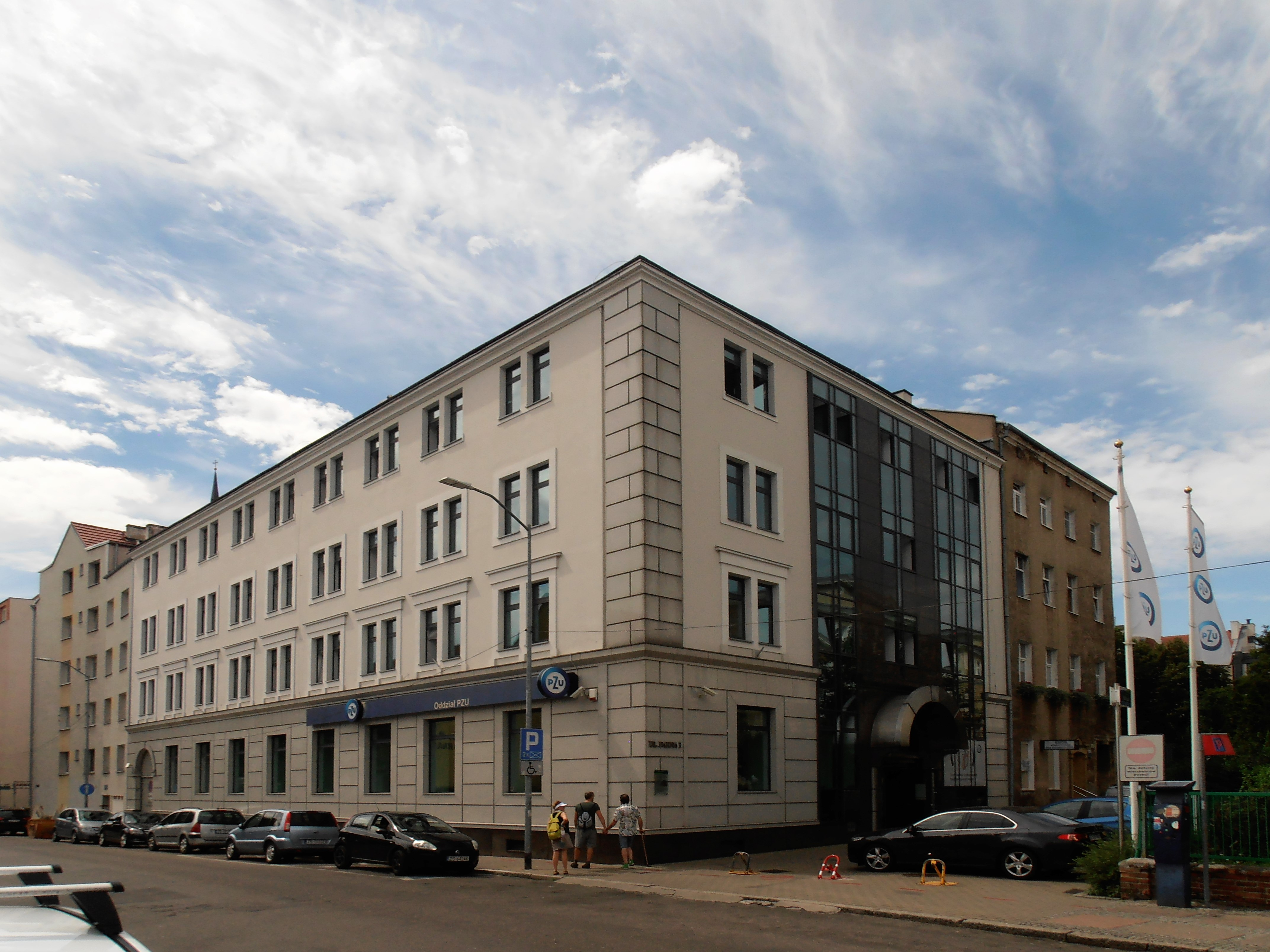
Ulica Farna w Szczecinie. Budynek, w którym urodziła się Katarzyna II (odbudowany w zmienionej formie po zniszczeniach II wojny światowej)

W polityce zagranicznej Katarzyna II starała się zachować dystans do wszelkich konfliktów, rozgrywających się w środkowej czy zachodniej Europie. Np. nie przyłączyła się do blokady handlowej Ameryki Północnej w trakcie trwającej tam wojny niepodległościowej przeciwko Wielkiej Brytanii. Natomiast dyplomacja rosyjska nieustannie koncentrowała się na regionie Morza Czarnego. W 1774 podpisano Traktat w Küczük Kajnardży, natomiast w 1783 roku zmuszono chana krymskiego do abdykacji. Wojska rosyjskie zajęły Półwysep Krymski i wszystkie pozostałe tereny Chanatu Krymskiego.
Od razu rozpoczęto też wielką, planową kolonizację nowych terenów, przesiedlając dziesiątki tysięcy chłopów, głównie z Powołża, oraz zakładając szereg nowych miast i portów, jak Symferopol, Sewastopol, Chersoń, Odessa i inne.
Faktycznie rozwój gospodarczy Krymu i całego północnego wybrzeża Morza Czarnego był bardzo szybki. By o tym przekonać się naocznie, Katarzyna II urządziła w 1787 roku uroczystą wyprawę swego dworu na te nowe ziemie, których pozyskanie dla Rosji było głównym jej celem, jako cesarzowej imperium. W trakcie podróży spotkała się w Kaniowie nad Dnieprem z królem Polski Stanisławem Poniatowskim, swym kochankiem sprzed ponad trzydziestu lat, a w Chersoniu z cesarzem rzymsko-niemieckim, Józefem II Habsburgiem. Zarządca południowej Rosji książę Potiomkin Taurydzki nie szczędził pieniędzy i starań, by dostojnym gościom jak najlepiej zaprezentować swe osiągnięcia, kazał nawet pobudować makiety wiosek (wioski potiomkinowskie) które oglądane z daleka, miały świadczyć o zaludnieniu pustych stepów.
Przez cały XVIII wiek trwała też kolonizacja rosyjska północnej części kontynentu azjatyckiego. Do 1784 Rosjanie zajęli już ostatnie dalekowschodnie terytoria Azji, Kamczatkę i Półwysep Czukocki, a także opanowali Alaskę na kontynencie Ameryki Północnej. Wszędzie tam budowali drewniane forty i osady handlowe.
W 1783 na mocy traktatu gieorgijewskiego przyjęła pod protekcję rosyjską Gruzję wschodnią (Kartlię i Kachetię), które w 1801 zostały ostatecznie wcielone do Imperium Rosyjskiego.
W 1787 Turcja, nie mogąc przeboleć straty Krymu, wdała się w czwartą już wojnę z Rosją. Początkowo Rosjanie, i sprzymierzeni Austriacy, ponosili klęski, co zachęciło również Szwecję do wypowiedzenia wojny Rosji. Ale po 1789 sytuacja wojenna się odmieniła. Pierwsza z wojny wycofała się Szwecja, nie uzyskując żadnych sukcesów. Jako druga Austria, a to na skutek śmierci cesarza Józefa II. Zaś po serii klęsk w Mołdawii i nad Dunajem, o pokój poprosiła także Turcja. Traktat pokojowy z 1792 potwierdził wszystkie dotychczasowe zdobycze Rosji na północ od Morza Czarnego.

### Wojna polsko-rosyjska
Po zawarciu pokoju z Turcją, Katarzyna II mogła spokojnie zwrócić wzrok na zachód od imperium. A działo się tam wiele. We Francji od 1789 r. rozwijała się rewolucja społeczna i zaczynała się formować przeciwko niej koalicja konserwatywnych państw: Wielkiej Brytanii, Niderlandów, Austrii i Prus. Natomiast w sąsiedniej Rzeczypospolitej Sejm Wielki w Warszawie uchwalił w 1791 roku nową konstytucję ustrojową. W Polsce od roku 1780 nie było wojsk rosyjskich, znajdowała się ona wprawdzie pod politycznym protektoratem Rosji, lecz w zasadzie rządziła się sama. Zmiana ustroju w Polsce, na wzór haseł rewolucji francuskiej oraz zapowiedź przekazania tronu, po śmierci Stanisława Poniatowskiego, elektorowi saskiemu Fryderykowi – wnukowi Augusta III, były dla Katarzyny II nie do przyjęcia. Toteż wsparła z całą mocą i wojskiem konfederację targowicką, zawiązaną w maju 1792 roku przez polskich magnatów w celu obalenia Konstytucji 3 Maja i króla Stanisława Poniatowskiego. W liście do Szczęsnego Potockiego, promotora konfederacji, wdzięczna imperatorowa przyrzekała opiekę dworu petersburskiego jemu i jego potomkom.
Rozpoczęła się wojna rosyjsko-polska. Polskie wojska królewskie nie miały szans w walkach z przeważającymi siłami rosyjskimi, które okupowały wnet większą część kraju, wraz z Warszawą, a województwo poznańskie zajęte zostało przez Prusy. Władzę w kraju przejęli konfederaci. Ich zwierzchnictwo nie trwało jednak długo, gdyż na wniosek króla pruskiego Fryderyka Wilhelma II w kwietniu 1793 roku przeprowadzony został II rozbiór Rzeczypospolitej pomiędzy Rosję i Prusy. Rosji przypadły rozległe tereny na wschód od Pińska, Niemna i Zbrucza.
Przeciwko tym decyzjom rozbiorowym wybuchło w Polsce w marcu 1794 roku powstanie, kierowane przez gen. Tadeusza Kościuszkę, które przerodziło się w wojnę z rozproszonymi wojskami rosyjskimi i pruskimi. Ostatecznie powstanie kościuszkowskie zostało stłumione, a w 1795 r. dokonany został całkowity III rozbiór Polski pomiędzy Rosję, Prusy i Austrię. Rosji przypadły Litwa, Grodzieńszczyzna i zachodnia część Wołynia.

### Ostatnie lata
Katarzyna II zamierzała wystąpić zbrojnie przeciwko rewolucji francuskiej. W latach 1792–1795 było to niemożliwe wobec zaangażowania się w wojnę, rozbiory i powstanie w Polsce. Dopiero w 1795 roku Rosja mogła przystąpić do koalicji antyfrancuskiej, jaką zawiązały monarchie zachodnie. Przygotowywano realnie 60-tysięczny korpus wojskowy, jednak bez większego pośpiechu. W trakcie tych przygotowań, 17 listopada 1796 roku, cesarzowa Rosji Katarzyna II zmarła w Pałacu Zimowym w Petersburgu, przeżywszy 67 lat. Najprawdopodobniej przyczyną śmierci był wylew krwi do mózgu przy jednoczesnym pęknięciu pęcherzyka żółciowego.
Katarzyna II znana była z bogatego życia seksualnego. Jej kochankowie byli często znacznie od niej młodsi. Obdarzała ich potem wysokimi stanowiskami.
Następcą Katarzyny został jej syn Paweł I (1754–1801).
W roku 1787 została odznaczona przez Stanisława Augusta Orderem Orła Białego, wcześniej (w 1762) została damą pruskiego Orderu Orła Czarnego.

## Upamiętnienie
Na jej cześć nazwano między innymi miasto obecnie noszące nazwę Dniepr.
W grudniu 2022 roku zdemontowany został pomnik Katarzyny II w Odessie.

## Genealogia
| Jan Ludwik I von Anhalt-Zerbst ur. 4 V 1656 zm. 1 XI 1704 | Jan Ludwik I von Anhalt-Zerbst ur. 4 V 1656 zm. 1 XI 1704 |                                                                  |                                                                  | Krystyna Eleonora von Zeutsch ur. 5 VI 1666 zm. 17 V 1699 | Krystyna Eleonora von Zeutsch ur. 5 VI 1666 zm. 17 V 1699 |  |  | Krystian August Holstein ur. 11 I 1673 zm. 24 IV 1726 | Krystian August Holstein ur. 11 I 1673 zm. 24 IV 1726 |                                                    |                                                    | Albertyna Fryderyka 1) ur. 1682 zm. 1755 | Albertyna Fryderyka 1) ur. 1682 zm. 1755 |
|                                                           |                                                           |                                                                  |                                                                  |                                                           |                                                           |  |  |                                                       |                                                       |                                                    |                                                    |                                          |                                          |
|                                                           |                                                           |                                                                  |                                                                  |                                                           |                                                           |  |  |                                                       |                                                       |                                                    |                                                    |                                          |                                          |
|                                                           |                                                           | Krystian August von Anhalt-Zerbst ur. 29 XI 1690 zm. 16 III 1747 | Krystian August von Anhalt-Zerbst ur. 29 XI 1690 zm. 16 III 1747 |                                                           |                                                           |  |  |                                                       |                                                       | Joanna von Holstein 2) ur. 24 X 1712 zm. 30 V 1760 | Joanna von Holstein 2) ur. 24 X 1712 zm. 30 V 1760 |                                          |                                          |
|                                                           |                                                           |                                                                  |                                                                  |                                                           |                                                           |  |  |                                                       |                                                       |                                                    |                                                    |                                          |                                          |
|                                                           |                                                           |                                                                  |                                                                  |                                                           |                                                           |  |  |                                                       |                                                       |                                                    |                                                    |                                          |                                          |
|                                                           |                                                           |                                                                  |                                                                  |                                                           |                                                           |  |  |                                                       |                                                       |                                                    |                                                    |                                          |                                          |

|                                      |                                      | 1 Piotr III Romanow ur. 21 II 1728 zm. 17 VII 1762 | 1 Piotr III Romanow ur. 21 II 1728 zm. 17 VII 1762 | Katarzyna II 3) ur. 2 V 1729 zm. 17 XI 1796             | Katarzyna II 3) ur. 2 V 1729 zm. 17 XI 1796             | 2 Grzegorz hrabia Orłow ur. 6 (17) X 1734 zm. 13 (24) IV 1783 OO związek pozamał. | 2 Grzegorz hrabia Orłow ur. 6 (17) X 1734 zm. 13 (24) IV 1783 OO związek pozamał. |  |  |
|                                      |                                      |                                                    |                                                    |                                                         |                                                         |                                                                                   |                                                                                   |  |  |
|                                      |                                      |                                                    |                                                    |                                                         |                                                         |                                                                                   |                                                                                   |  |  |
|                                      | 1                                    |                                                    | 1                                                  |                                                         | 2                                                       |                                                                                   | 2                                                                                 |  |  |
| Paweł I ur. 1 X 1754 zm. 24 III 1801 | Paweł I ur. 1 X 1754 zm. 24 III 1801 | Anna Piotrowna 4) ur. 20 XII 1757 zm. 19 III 1759  | Anna Piotrowna 4) ur. 20 XII 1757 zm. 19 III 1759  | Aleksiej hrabia Bobriński ur. 22 IV 1762 zm. 2 VII 1813 | Aleksiej hrabia Bobriński ur. 22 IV 1762 zm. 2 VII 1813 | Elżbieta Aleksandrowa Aleksiejewa 6) ur. 1761 zm. 1844                            | Elżbieta Aleksandrowa Aleksiejewa 6) ur. 1761 zm. 1844                            |  |  |

| 1. córka margrabiego von Baden-Durlach 2. siostra króla Szwecji, Adolfa Fryderyka 3. właściwie: Fryderyka Zofia Augusta, księżniczka Anhalt-Zerbst 4. jej ojcem był Stanisław August Poniatowski |

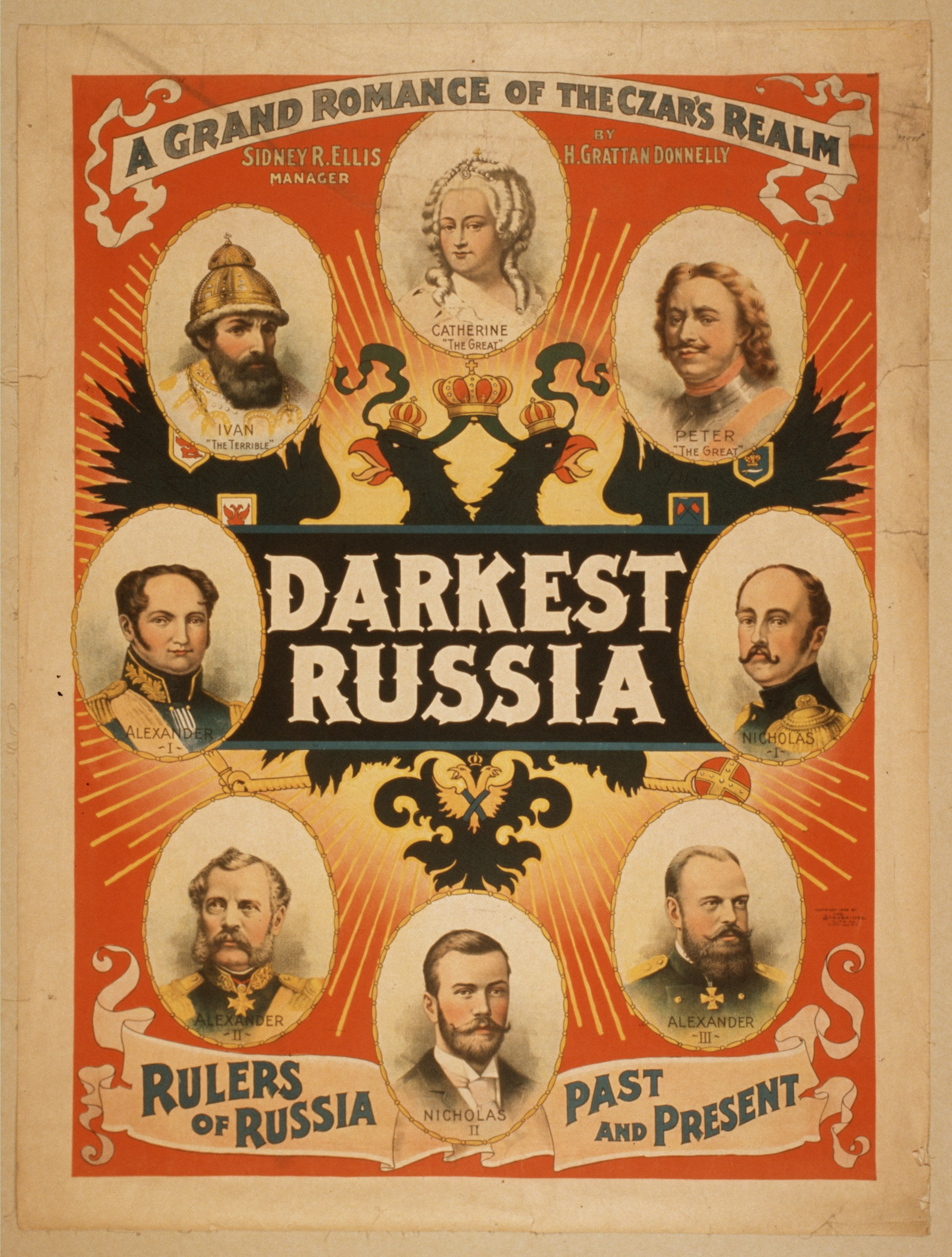
Okładka książki „Najciemniejsza Rosja, wielki romans królestwa Carów, Władcy Rosji Przeszłość i teraźniejszość”
(według wskazówek zegara): Katarzyna II, Piotr I, Mikołaj I, Aleksander III, Mikołaj II, Aleksander II, Aleksander I, Iwan IV